# 大三島橋
大三島橋（おおみしまばし、「おおみしまきょう」とも）は、瀬戸内海の鼻栗瀬戸に架かるアーチ橋である。しまなみ海道（西瀬戸自動車道、国道317号バイパス）の一部を構成し、伯方島と大三島を結ぶ。

## 概要
伯方島と大三島の間の鼻栗瀬戸（はなぐりせと）を跨ぐ橋梁で、1979年に本州四国連絡橋の中で最初に開通した橋梁である。本州四国連絡橋唯一のアーチ橋にして、建設当時は日本最長のアーチ橋でもあった。
橋台部を含む全長は328m、アーチ支間長297mの中路式アーチ橋で、橋台下部のアンカレイジで支えるアーチを、橋台から水平方向に側タイで緊結する構造となっている。
4車線・歩道無しで設計されたが、交通量等を勘案して暫定2車線供用とし、2車線分に歩道と自転車道を設置している。
- 路線名：国道317号（西瀬戸自動車道）
- 道路構造：第1種3級
- 設計速度：80km/h（規制速度70km/h）

## 通行料金

### 現行料金
大三島 - 伯方島 6.8km、2019年7月現在
- 歩行者 - 無料
- 自転車・原付 - 50円
- 軽自動車 - 360円
- 普通車 - 460円
- 中型車 - 510円
- 大型車 - 720円
- 特大車 - 1,290円

### 開通当時（1979年）の料金
- 軽自動車 - 500円
- 普通車 - 700円
- 大型車 - 1,100円
- 特大車 - 2,000円

6時から20時までが料金収受時間となっており、20時以降は運転者自身の手で料金箱に通行料を納入する建前となっていたが、箱の中に料金は殆ど入っていなかったという。

## 特記事項
- 歩行者、自転車、原付及び125cc以下の二輪車も通行できるように、これらが共用する自転車歩行者道が設けられている。
- 風速15m/sで自転車歩行者道の通行止め、及び自動車専用道路部の2輪通行止めと4輪が50km/h規制となる。
- 風速25m/sで自動車専用道路部が通行止めとなる。